# Raymundo Stanke
Raymundo Stanke é um escrivão e político brasileiro.
Nas eleições gerais no Brasil em 1958 foi candidato a deputado estadual para a Assembleia Legislativa de Santa Catarina pelo Partido Democrata Cristão (PDC), recebendo 1.197 votos e ficou suplente, e foi convocado para a 4ª Legislatura (1959-1963).